# Oclanda
Oclanda è un comune della Moldavia situato nel distretto di Soroca di 689 abitanti al censimento del 2004